# گوردون ساکویل
گوردون ساکویل (انگلیسی: Gordon Sackville; ۸ دسامبر ۱۸۸۰ – ۲۶ اوت ۱۹۲۶) بازیگر سینما اهل ایالات متحده آمریکا بود.
وی بازیگر فیلم‌هایی همچون گرگ دریا و فخرفروش بوده‌است.